# نظام الجدارة

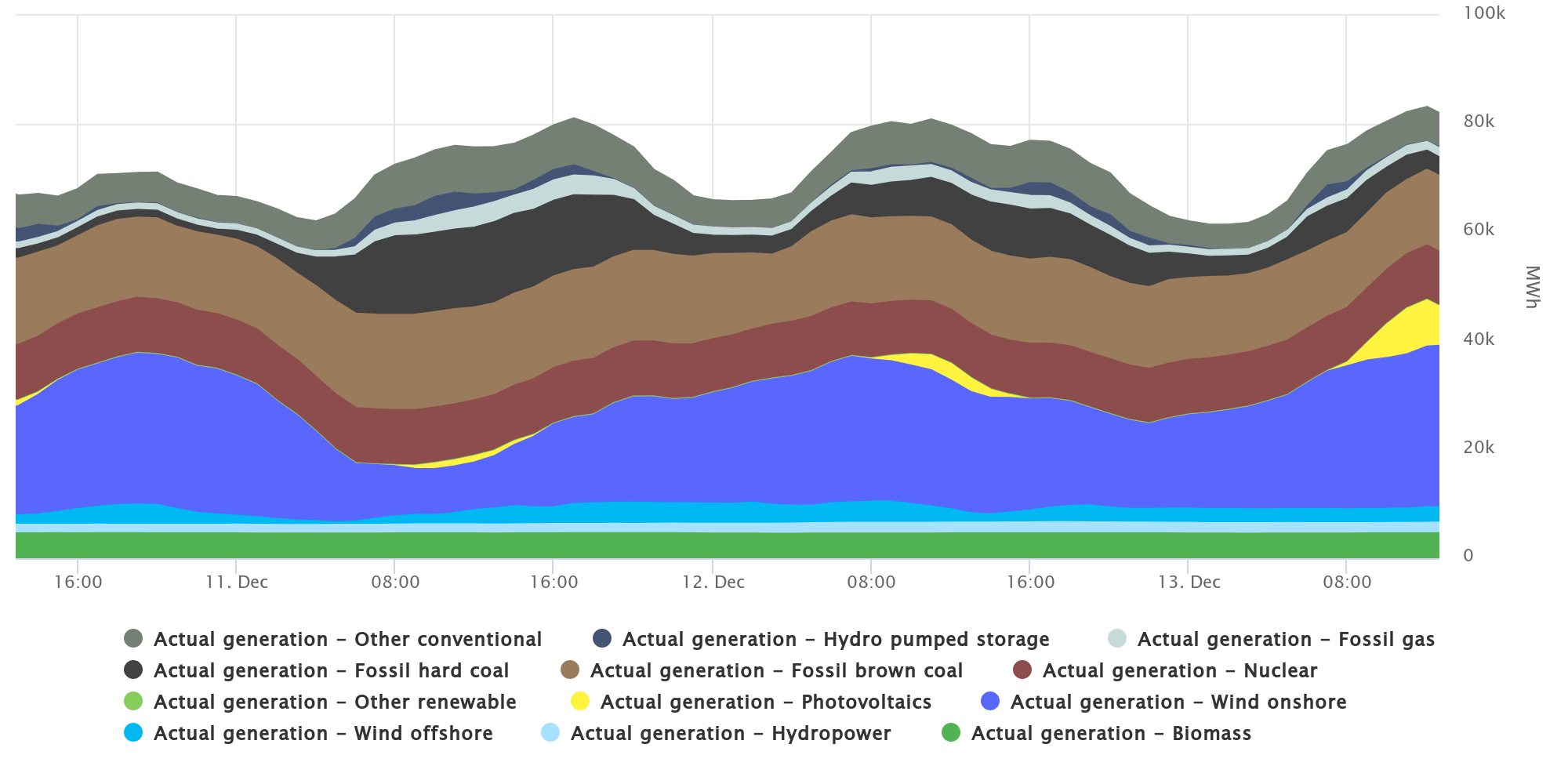

نظام الجدارة (بالإنجليزية: merit order) هو وسيلة لتصنيف مصادر الطاقة المتاحة، لا سيما توليد الكهرباء في ترتيب تصاعدي للتكاليف الهامشية لإنتاجها على المدى القصير، بحيث تكون المصادر ذات التكاليف الهامشية الأقل في الترتيب الأول لتلبية الطلب، وتكون المحطات ذات التكاليف الهامشية الأعلى هي الأخيرة.

## نظام الجدارة في سوق الكهرباء البريطانية
كان نظام الجدارة هو الطريقة التي تم استخدامها في سوق الكهرباء في بريطانيا العظمى عندما كان توليد الطاقة الكهربائية هو مسؤولية مرفق متكامل واحد (المجلس المركزي لتوليد الكهرباء (CEGB)). وبعد خصخصة القطاع، تم استبدال هذا المرفق بنظام مناقصات[بحاجة لمصدر] أكثر تعقيدًا، وهو تجمع الكهرباء، في عام 1990.

## تأثير الطاقة المتجددة على نظام الجدارة
أدى ارتفاع الطلب على الطاقة الكهربائية خلال ذروة الطلب إلى رفع أسعار العطاءات الخاصة بالطاقة الكهربائية، وتم استكمال توريد طاقة الحمل الأساسي غير المكلفة نسبيًا بـ «محطات توليد الطاقة الكهربائية خلال فترات الذروة» التي تكون تكلفتها تكلفة تكميلية.
إن زيادة المعروض من الطاقة المتجددة تميل إلى خفض متوسط السعر لوحدة الكهرباء لأن طاقة الرياح والطاقة الشمسية تنطوي على تكاليف هامشية منخفضة للغاية: فهذه المصادر ليست بحاجة إلى دفع تكاليف الوقود، والمساهم الوحيد في تكلفتها الهامشية هو التكلفة التشغيلية. ونتيجة لذلك، فإن الكهرباء الناتجة عن هذه المصادر هي أقل تكلفة من الكهرباء الناتجة عن الفحم أو الغاز الطبيعي، وشركات النقل تشتري من هذه المصادر أولاً. علاوة على ذلك، عادة ما تكون الطاقة الشمسية متوفرة بكثرة في منتصف النهار، حيث تكون متزامنة بشكل وثيق مع ذروة الطلب، لذلك فإنها في أفضل وضع لتحل محل الطاقة التي يتم إنتاجها بالفحم والغاز الطبيعي عندما تكون تكاليف هذه المصادر أعلى تكاليف تكميلية. ومن ثم، فإن الطاقة الشمسية وطاقة الرياح تقلل بشكل كبير مقدار الكهرباء الخاصة بحالات الذروة عالية الأسعار التي تحتاج شركات النقل لشرائها، الأمر الذي يقلل من إجمالي التكلفة. ووجدت دراسة أجراها معهد فراونهوفر أن «تأثير نظام الجدارة» أتاح للطاقة الشمسية تقليل سعر الكهرباء في بورصة الطاقة الألمانية بنسبة 10% في المتوسط، وما يعادل 40% في فترة ما قبل الظهيرة في عام 2007؛ حيث يتم تغذية المزيد من الطاقة الشمسية في الشبكة، الأمر الذي سيقلل من أسعار الذروة بشكل أكبر. وبحلول 2006، بات «تأثير نظام الجدارة» يعني أن المدخرات في تكاليف الكهرباء بالنسبة للمستهلكين الألمان أكبر من التعويض عن مدفوعات الدعم المدفوع لتوليد الكهرباء المتجددة.

## تأثير الانقطاع على نظام الجدارة
إن عدم وجود تكلفة هامشية لطاقة الرياح لا تُترجم، بالرغم من ذلك، إلى انعدام التكلفة الهامشية لكهرباء حمل الذروة في منظومة سوق كهربائي مفتوح تنافسي، حيث يتعذر إرسال توريد الرياح لتلبية الطلب أوقات الذرة. وكان الغرض من نظام الجدارة هو إتاحة توصيل الكهرباء ذات صافي التكلفة الأقل أولاً، وبالتالي تقليل التكاليف الإجمالية لمنظومة الكهرباء للمستهلكين. وقد تكون الرياح المتقطعة قادرة على توريد هذه الوظيفة الاقتصادية، شريطة أن يكون توريد الرياح وذروة الطلب يتزامنان في الوقت والكمية. من ناحية أخرى، تميل الطاقة الشمسية لتكون الأكثر وفرة خلال ذروة الطلب على الطاقة، الأمر الذي يعظم من قدرتها لتحل محل الطاقة المنتجة بالفحم والغاز الطبيعي.
وخلصت دراسة أجراها معهد فراونهوفرفي كارلسروه (Fraunhofer Institute in Karlsruhe) بألمانيا إلى أن طاقة الرياح توفر للمستهلكين الألمان 5 مليارات يورور سنويًا. وتشير التقديرات إلى أن تخفيض الأسعار في الدول الأوروبية مع ارتفاع توليد طاقة الرياح بنسبة تتراوح بين 3 و23 يورو لكل ساعة ميجاوات. من ناحية أخرى زادت الطاقة المتجددة في ألمانيا من أسعار الكهرباء، ويدفع المستهلكون الآن 52.8 يورو/ميجاوات ساعة أكثر للطاقة المتجددة (انظر قانون الطاقة المتجددة الألماني)، وزاد متوسط أسعار الكهرباء في ألمانيا الآن إلى 26 سنت يورو/كيلووات ساعة.
نظام الجدارة (ترتيب الأداء / الاستحقاق) يشير إلى تسلسل استخدام محطات توليد الطاقة. ويتم تحديد ذلك عن طريق التكلفة الهامشية للطاقة الكهربائية المحددة.